# Andrew Willoughby Ninian Bertie
‎
Andrew Willoughby Ninian Bertie, britanski plemič, jezikoslovec in častnik, * 15. maj 1929, London, Anglija, † 7. februar 2008, Rim, Italija.
Bil je veliki mojster malteškega viteškega reda ter prvi Britanec na tem položaju.

## Odlikovanja in nagrade
Leta 1995 je prejel častni znak svobode Republike Slovenije z naslednjo utemeljitvijo: »za zasluge pri mednarodnem priznanju Republike Slovenije in za krepitev medsebojnega prijateljstva«.